# Брати Сунь
«Брати Сунь» (англ. The Brothers Sun) — американський екшн-комедійний драматичний телесеріал, створений Бредом Фелчаком та Байроном Ву для Netflix. Прем'єра відбулася 4 січня 2024 року. 1 березня телесеріал було закрито після першого сезону.

## Опис
Життя звичайного каліфорнійця Брюса Суня перевертається з ніг на голову, коли його старший брат Чарльз Сунь приїжджає до Лос-Анджелеса, штат Каліфорнія, з Тайбея, Тайвань. Не маючи жодних спогадів про своє минуле в Тайбеї, Брюс дізнається про професію своєї сім'ї — найвідоміших гангстерів Тайбея, а його брат — закоренілий злочинець, вихований батьком-кримінальним авторитетом. Після замаху на батька Чарльз змушений переїхати до Лос-Анджелеса, щоб убезпечити свою сім'ю. Крім того, Брюс дізнається, що його мати переїхала з ним до Каліфорнії, щоб побудувати нове життя подалі від своєї відчуженої родини. Зусилля матері виявилися марними, і Брюсу доводиться пристосовуватися до гангстерського життя своєї сім'ї.

## Акторський склад
- Мішель Єо — Ейлін Сунь (Мама Сунь), мати Чарльза і Брюса
- Джастін Чієн (Джастін Цзянь) — Чарльз Сунь, старший син Ейлін
- Сем Сонг Лі (Лі Сунпу) — Брюс Сунь, молодший син Ейлін
- Джун Лі — Ті Кей (Теренс Кан), найкращий друг Брюса, наркодилер корейського походження
- Гайді Куан[en] — Алексіс Конг, заступниця окружного прокурора Лос-Анджелеса і подруга дитинства Чарльза з Тайбея
- Еліс Г'юкін[en] — Джун Сун / Мей Сун (сестри-близнючки), лідерки Білих Журавлів
- Дженні Янг[en] — Сін, довірена солдатка Суня Старшого
- Джонні Коу — Сунь Старший, батько Чарльза і Брюса, лідер однієї з тріад
- Джон Сюе Чжан — Кривавий черевик, довірений солдат Суня Старшого
- Чжан Ван — Юань, лідер однії з тріад, суперник Суня
- Медісон Ху[en] — Грейс Хван, однокурсниця Брюса
- Родні То — детектив Марк Різал
- Рон Юань[en] — Френк Ма, лідер однії з тріад

## Виробництво
2 лютого 2022 року стало відомо, що Netflix замовив виробництво фільму «Брати Сунь», створеного Бредом Фелчаком та Байроном Ву, в рамках восьмизначної угоди Фелчака з Netflix, де обидва творці виступатимуть виконавчими продюсерами, а Фелчак — шоуранером. Окрім Ву та Фелчака, виконавчими продюсерами стануть Міккель Бондесен та Кевін Танчароен. Серіал складатиметься з 8 епізодів, Ву напише історію, а Танчароен буде режисером серіалу.

### Кастинг
13 червня 2022 року було оголошено акторський склад: Мішель Єо та Джастін Чіен взяли на себе головні ролі Ейлін Сунь та Чарльза Сунь відповідно. До основного акторського складу приєднаються Сем Сонг Лі в ролі Брюса Суня, Гайді Куан в ролі Алексіс і Джун Лі в ролі Ті Кея. Інші актори, які виконали повторювані ролі: Еліс Г'юкін, Джон Сюе Чжан, Медісон Ху, Родні Ту, Дженні Янг та Джонні Коу.

### Зйомки фільму
Зйомки проходили в Лос-Анджелесі, Каліфорнія, і Тайбеї, Тайвань, протягом трьох місяців. Будинок у шостому епізоді знімали на віллі Splendido в Малібу, яка використовувалася як вигаданий особняк у шоу. Команда звернулася до представника Джона Чо за дозволом створити полярно протилежного персонажа під його ім'ям. Сем Сонг Лі сказав: «Я думаю, що Джон Чо набагато скромніший, ніж його зображують». У цьому ж епізоді прозвучала пісня «Alive» гурту Чо «Viva La Union».

## Сприйняття
На сайті Rotten Tomatoes, який є агрегатором рецензій, фільм отримав 84 % схвальних відгуків із середньою оцінкою 6,6/10 на основі 38 рецензій критиків. Консенсус критиків на сайті звучить так: «Хоча суміш брутальності та солодкості „Братів Сунь“ іноді переходить у тональність батога, натхненна бойова хореографія та приголомшливий акторський склад роблять цей фільм веселою сімейною справою». Metacritic, який використовує середньозважену оцінку, поставив 61 бал зі 100 на основі 18 рецензій критиків, що означає «загалом схвальні відгуки».

## Епізоди
1. Пілотний епізод (Pilot)
2. Послуга за послугу (Favor for a Favor)
3. Як хочеш (Whatever You Want)
4. Стрілка (Square)
5. Картотека (The Rolodex)
6. Селюк (Country Boy)
7. Гімката (Gymkata)
8. Захищати сім'ю (Protect the Family)